# Kamionki (district Gołdap)
Kamionki (Duits: Kamionken; 1938-1945: Eichicht) is een plaats in het Poolse woiwodschap Ermland-Mazurië, in het district Gołdap. De plaats maakt deel uit van de stad- en landgemeente Gołdap.